# Labuhan Jurung
Labuhan Jurung is een bestuurslaag in het regentschap Padang Lawas Utara van de provincie Noord-Sumatra, Indonesië. Labuhan Jurung telt 282 inwoners (volkstelling 2010).